# Törökkő
Törökkő ([ˈtøɾøkkøː]) est un ancien quartier de Budapest. Il a été intégré en 2012 dans le quartier de Kaszásdűlő (3e arrondissement).